# Bro Gwened
Bro Gwened o Bro Erec (francès Pays Vannetais) és un dels nou broioù (països) en què és dividida la Bretanya històrica. Està formada per 222 municipis en una superfície de 5.649 km² i una població, segons el cens de 1999, de 595.801 habitants. Actualment està integrat en el departament d'Ar Mor-Bihan, i dues terceres parts del territori són bretonòfones, mentre que una tercera part és gallòfona. La capital és la vila de Gwened (Vannes), però també són viles importants Pondivi i An Oriant
Té un dialecte força diferenciat del bretó (vannetès), cosa que ha facilitat alguns moviments de separatisme lingüístic, fins que les innovacions ortogràfiques del peurunvan i de l'etrerannyezhel (interdialectal) foren admeses comunament.
El nom del territori prové de la tribu cèltica dels veneti (d'ací vannetois), que eren considerats excel·lents mariners, i foren sotmesos per Juli Cèsar quan conquerí la Gàl·lia.